# Nokia Lumia 800
Nokia Lumia 800 là một điện thoại thông minh chạy trên nền tảng hệ điều hành Windows Phone, ra mắt lần đầu vào ngày 26 tháng 10 năm 2011 ở sự kiện Nokia toàn cầu 2011. Đây là chiếc điện thoại đầu tiên của Nokia chạy Windows Phone. Nó đánh dấu xu hướng tập trung vào Windows Phone cho dòng điện thoại giá cao. Lumia 800 co phong cách khá giống với chiếc điện thoại được ra đời sớm hơn chạy trên hệ điều hành Meego Nokia N9. Điểm khác biệt duy nhất là có thêm 1 phím bấm vật lý để chụp ảnh ở phía bên phải của điện thoại và 2 đèn flash được chuyển thẳng ra phía trước ống kính Carl Zeiss. Giống với N9, nó có màn hình AMOLED với chế độ Clear Black giúp chống ánh nắng mặt trời. Kích cỡ màn hình được giảm từ 3,9 inches (854 x 480 pixels) xuống còn 3,7 inches (800x480 pixels) để phù hợp với đặc điểm của Windows Phone, đặc biệt là 3 phím cảm ứng đặt dưới kính. Phần thân máy được làm bằng nhựa polycacbonat có màu trong suốt.
Việc sản xuất phần thân máy được giao cho công ty Compal Electronics ở Trung Quốc. Theo như Nokia, điều này là do thời gian hạn chế cùng với những kinh nghiệm của Qualcomm trong việc sản xuất chip. Model tiếp theo, Lumia 710, sẽ được sản xuất ở nhà máy của Nokia. Chiếc điện thoại sẽ được thiết kế, thử nghiệm và đóng gói ở nhiều khu vực, cùng với nhà máy Nokia ở Salo, Phần Lan.